# Johnny Dent
John George Dent (sinh ngày 31 tháng 1 năm 1903) là một cầu thủ bóng đá, thi đấu cho Durham City, Huddersfield Town và Nottingham Forest.